# Рудь, Пётр Гаврилович
Пётр Гаврилович Рудь (3 августа (15 августа) 1896, Александрия, Российская империя — 15 ноября 1937, СССР) — сотрудник ВЧК—ОГПУ—НКВД СССР, комиссар государственной безопасности 3 ранга (1935). Начальник управления НКВД по Татарской АССР.

## Ранние годы
Отец был кровельщиком.
С декабря 1911 по сентябрь 1916 года работал счетоводом в частной фирме Аркина в Александрии, а с сентября 1916 по май 1918 года —  в конторе и на чугунолитейном заводе братьев Гурвич в Александрии. Во время немецкой оккупации, петлюровщины и деникинщины — на подпольной работе в Александрии (с июля 1918 по январь 1919 года). С февраля по июль 1919 года — секретарь Александрийского горсовета профсоюзов, с июля по ноябрь 1919 года — снова на подпольной работе в Александрии и Харькове.

## ВЧК-ОГПУ-НКВД
В 1919—1920 годах — в Харьковской губернской ЧК.
В 1920—1922 годах — уполномоченный по агентуре Особого отдела ВЧК 13-й армии, Бердянского укрепрайона, заместитель начальника полевого особого отдела ВЧК 13-й армии, Морского особого отдела ВЧК в Новороссийске, инспектор Орготдела особого отдела ВЧК 9-й армии, заместитель начальника, начальник орготдела особого отдела ВЧК—ГПУ Северо-Кавказского военного округа.
В 1922—1923 годах — начальник контрразведывательного отдела полномочного представительства ГПУ по Юго-Востоку, помощник начальника Секретно-оперативной части полномочного представительства ГПУ—ОГПУ по Юго-Востоку, временно исполняющий обязанности начальника секретно-оперативной части полномочного представительства ОГПУ по Юго-Востоку. В 1923—1925 годах — заместитель начальника Особого отдела ОГПУ Северо-Кавказского военного округа. В 1925—1926 заместитель начальника секретно-оперативной части полномочного представительства ОГПУ по Северо-Кавказскому краю. В 1926—1927 годах — временно исполняющий обязанности начальника Секретно-оперативного управления полномочного представительства ОГПУ по Северо-Кавказскому краю.
В 1927—1928 годах — помощник полномочного представителя ОГПУ при СНК СССР по Северо-Кавказскому краю. В 1927—1929 годах — начальник Донского окротдела ГПУ. В 1929—1931 годах — заместитель полномочного представителя ОГПУ при СНК СССР по Северо-Кавказскому краю. В 1931—1933 годах — полномочный представитель ОГПУ при СНК СССР по Нижне-Волжскому краю. В 1933—1934 годах — начальник Днепропетровского облотдела ГПУ, заместитель председателя Переселенческого комитета при ЦИК СССР, полномочный представитель ОГПУ при СНК СССР по Азово-Черноморскому краю. В 1934—1936 годах — начальник Управления НКВД по Азово-Черноморскому краю. В 1936—1937 годах — начальник Управления НКВД по Татарской АССР. В 1937 году — народный комиссар внутренних дел Татарской АССР.

## Арест и расстрел
Арестован 26 июня 1937. Осуждён в особом порядке по списку, утверждённому Сталиным. Расстрелян 15 ноября 1937. Не реабилитирован.

## Награды
- Орден Красного Знамени[1];
- Знак «Почётный работник ВЧК—ГПУ (V)» № 239 от 1925;
- Знак «Почётный работник ВЧК—ГПУ (XV)» от 20 декабря 1932.